# Thieffrain
Thieffrain település Franciaországban, Aube megyében. Lakosainak száma 156 fő (2022. január 1.). Thieffrain Beurey, Magnant, Vendeuvre-sur-Barse és Villy-en-Trodes községekkel határos.

## Népesség
A település népessége az elmúlt években az alábbi módon változott:
| Lakosok száma | 158  | 130  | 141  | 157  | 158  | 155  | 154  | 154  | 154  | 156  |
|               | 1968 | 1982 | 1990 | 2006 | 2013 | 2015 | 2017 | 2019 | 2020 | 2022 |